# کنترل یادگیری ماشین
کنترل یادگیری ماشین (MLC) زیرشاخه‌ای از یادگیری ماشین، تئوری و کنترل هوشمند است که مسائل کنترل بهینه را با روش‌های یادگیری ماشین حل می‌کند. کاربردهای کلیدی سیستم‌های غیرخطی پیچیده‌ای هستند که روش‌های تئوری کنترل خطی برای آنها قابل اجرا نیستند.

## انواع مشکلات و وظایف
چهار نوع مشکل معمولاً با آن مواجه می‌شوند.
- شناسایی پارامتر کنترل: اگر ساختار قانون کنترل داده شود اما پارامترها ناشناخته باشند، MLC به شناسایی پارامتر[۱] ترجمه می‌شود. یک مثال الگوریتم ژنتیک برای بهینه‌سازی ضرایب یک کنترل‌کننده PID[۲] یا کنترل بهینه زمان گسسته‌است.[۳]
- طراحی کنترل به عنوان مسئله رگرسیون از نوع اول: MLC یک نگاشت غیرخطی کلی از سیگنال‌های حسگر تا دستورات تحریک را تقریب می‌زند، در صورتی که سیگنال‌های حسگر و فرمان بهینه تحریک برای هر حالت شناخته شده باشند. یک مثال محاسبه بازخورد حسگر از بازخورد وضعیت کامل شناخته شده‌است. یک شبکه عصبی معمولاً برای این کار استفاده می‌شود.[۴]
- طراحی کنترل به عنوان مشکل رگرسیونی از نوع دوم: MLC همچنین ممکن است قوانین کنترل غیرخطی دلخواه را شناسایی کند که تابع هزینه نیروگاه را به حداقل می‌رساند. در این مورد، نه یک مدل، نه ساختار قانون کنترل، و نه فرمان بهینه‌سازی محرک نیازی به شناخته شدن نیست. بهینه‌سازی تنها بر اساس عملکرد کنترل (تابع هزینه) است که در کارخانه اندازه‌گیری می‌شود. برنامه‌ریزی ژنتیکی یک تکنیک رگرسیون قدرتمند برای این منظور است.[۵]
- کنترل یادگیری تقویتی: قانون کنترل ممکن است به‌طور مداوم در مورد تغییرات عملکرد اندازه‌گیری شده (پاداش) با استفاده از یادگیری تقویتی به روز شود.[۶]

به عنوان مثال، MLC شامل کنترل شبکه عصبی، کنترل مبتنی بر الگوریتم ژنتیک، کنترل برنامه‌ریزی ژنتیک، کنترل یادگیری تقویتی است و دارای همپوشانی روش‌شناسی با سایر کنترل‌های مبتنی بر داده، مانند هوش مصنوعی و کنترل ربات است.

## برنامه‌های کاربردی
MLC با موفقیت برای بسیاری از مسائل کنترل غیرخطی، کاوش مکانیسم‌های تحریک ناشناخته و اغلب غیرمنتظره اعمال شده‌است. کاربردهای مثال عبارتند از:
- کنترل نگرش ماهواره‌ها[۷]
- کنترل حرارتی ساختمان[۸]
- کنترل آشفتگی بازخورد.[۹][۱۰]
- وسایل نقلیه زیر آب که از راه دور کار می‌کنند.[۱۱]
- بسیاری از کاربردهای مهندسی MLC در مقاله مروری PJ Fleming & RC Purshouse (2002) خلاصه شده‌است.[۱۲]

همان‌طور که برای همه روش‌های غیرخطی عمومی، MLC برای طیف وسیعی از شرایط عملیاتی هیچ هم‌گرایی، بهینه یا استحکام تضمین‌شده‌ای ندارد.